# الاتحاد الديمقراطي المستقل لساو تومي وبرينسيب
الاتحاد الديمقراطي المستقل لساو تومي وبرينسيب كان حزبًا سياسيًا شكله المنفيون من ساو تومي في البرتغال والذين عارضوا السياسات الاشتراكية لحكومة الحزب الواحد لحزب تحرير ساو تومي وبرينسيب.
في عام 1986، شكل حزب معارض آخر المنفي، جبهة المقاومة الوطنية لساو تومي وبرينسيب ائتلافًا مع الحزب بعد طرده من الغابون والانتقال إلى البرتغال.
اتفقت الجماعتان على السعي لإحداث تغييرات سياسية في ساو تومي بوسائل غير عنيفة.